# История Никарагуа
Побережье Никарагуа было открыто Колумбом в 1502 году во время его четвёртого (последнего) путешествия в Америку, но исследована страна была только Гонсалесом Давилой, достигшим озера Никарагуа. Местные индейцы дружески приняли Давилу, но вскоре начались стычки с испанскими колонистами. Борьба велась, как между испанцами и туземцами, так и между различными отрядами колонизаторов.

## Колониальный период
Завоевание территории страны конкистадорами началось в 1522 году, в 1523 году эти земли были включены в состав испанских колоний: первоначально как аудиенсия Санто-Доминго, с 1539 года — как часть аудиенсии Панама и 1573 года — как часть генерал-капитанства Гватемала (с административным центром в городе Леон).
Испанская империя объявила Никарагуа своей колонией, но не сумела установить там порядок: назначаемые ею губернаторы грабили страну, угнетали испанских переселенцев, вызывали восстания, сами восставали против метрополии, убивали друг друга. В этой борьбе старая культура Никарагуа, довольно высокая, хотя значительно уступавшая мексиканской, исчезла. Свидетельствуют о ней довольно многочисленные уцелевшие храмы и колоссальные статуи богов.

## Провозглашение независимости
В 1821 году Никарагуа провозгласила свою независимость от Испании. Кровавая борьба скоро увенчалась успехом, хотя формально Испания признала независимость Никарагуа лишь в 1850 году. Сначала Никарагуа вошла в состав Соединённых Провинций Центральной Америки. Эта федерация оказалась нестабильным образованием, раздираемым внутренними конфликтами, одним из которых было противостояние между Никарагуа и Коста-Рикой из-за порта Сан-Хуан дель Сур.
5 ноября 1838 года Никарагуа вышла из федерации, но внутренняя жизнь страны оставалась нестабильной. Существовали серьёзные противоречия между городами Леоном и Гранадой; в первом из них господствовали демократы, во втором — клерикалы и аристократы. Существовала внешняя угроза со стороны Англии, предъявившей от имени короля Берега Москитов притязания на захваченный ею в 1848 году порт Сан-Хуан.
В 1854 году вспыхнула демократическая революция. На помощь революционерам явился отряд добровольцев из Северной Америки, под предводительством полковника Уильяма Уокера, взявшего Гранаду и выбранного президентом республики. Его управление отличалось произволом и жестокостью. Он был признан Соединенными Штатами, но в 1856 году 4 центрально-американских государства объявили ему войну. Уокер решил напасть на Коста-Рику, однако путь ему преградил наспех собранный военный отряд добровольцев. Костариканцы выгнали Уокера со своей территории и преследовали его до никарагуанского города Ривас, где произошло сражение, закончившееся победой костариканцев. Уильям Уокер был свергнут, бежал, а потом, после попытки реставрации, был в 1860 году расстрелян. Президентом был избран генерал Мартинес.
В 1860 году Никарагуа заключила договор с Англией, в силу которого последняя уступила ей порт Сан-Хуан и Берег Москитов, с обязательством уплаты королю последнего пожизненной пенсии в 5000 долларов. Новые попытки объединения центральноамериканских республик, то всех, то за исключением Коста-Рики, произведенные в следующие десятилетия, оказались не более удачными, чем прежние. Последней был договор об обязательном третейском суде между ними, заключенный в 1889 году и нарушенный в 1893 году войной между Никарагуа и Гондурасом. В том же году Никарагуа сделалась ареной новой междоусобной войны: инсургенты бомбардировали город Манагуа и низвергли правительство. В 1894 году новым президентом был избран генерал Сантос Селайя. Чрезвычайно важен для Никарагуа вопрос о Никарагуанском канале. Возможность прокладки канала между океанами через территорию Никарагуа издавна служит одной из причин, по которой враждующие державы в Центральной Америке придавали такое значение порту Сан-Хуан, который после проведения канала мог стать очень ценным.
В 1880-е годы в стране были открыты первые библиотеки.

## Военное правление, американская оккупация и диктатура клана Сомоса (1909—1979)

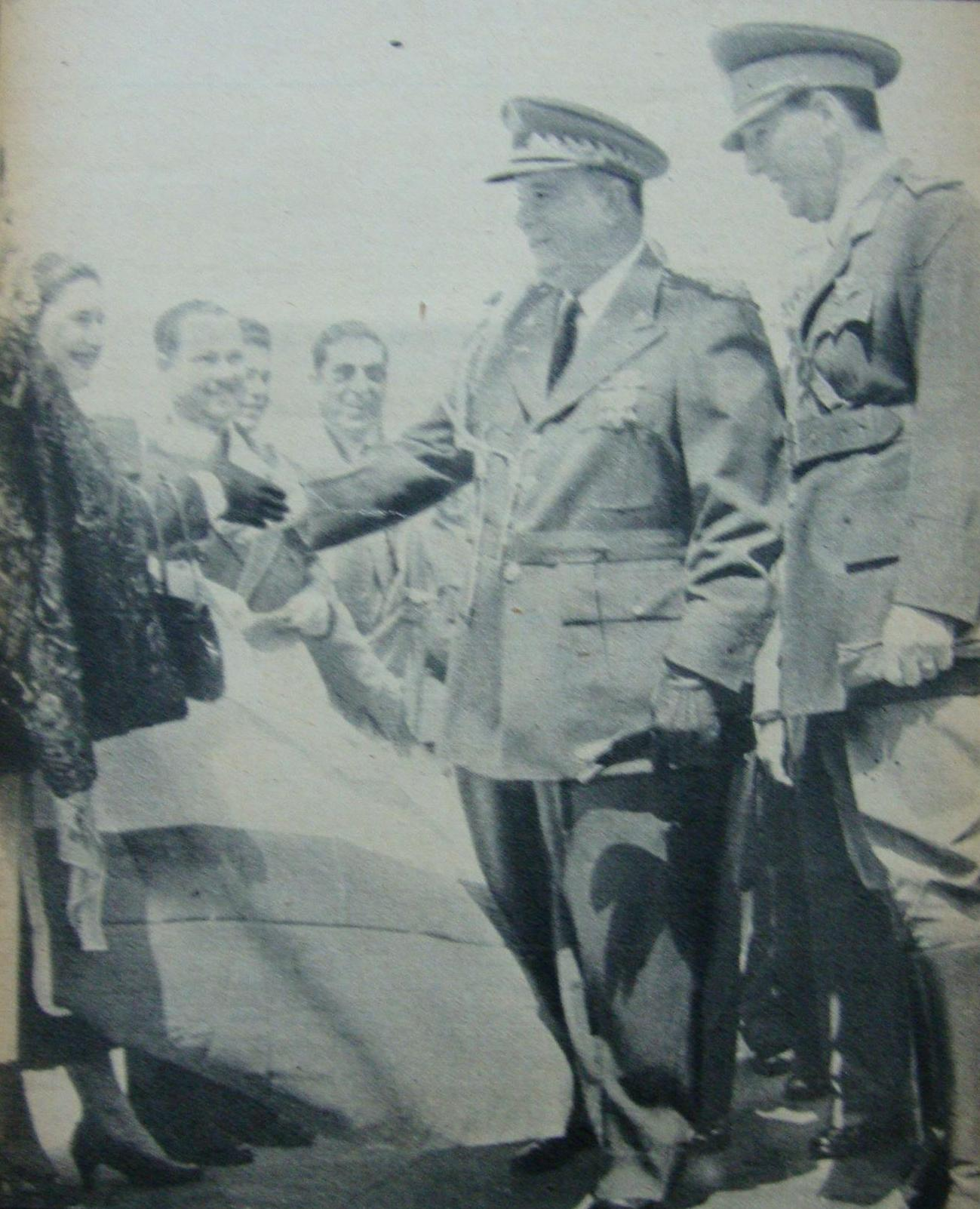
Президент Никарагуа Анастасио Сомоса и президент Аргентины Хуан Доминго Перон в 1953 году

- 1910 — начало правления военной хунты.
- 1912—1933 — оккупация страны войсками США.
- 1926 — начало национально-освободительной борьбы под руководством Аугусто Сесара Сандино.
- 1934—1979 — правление клана Сомоса, правоавторитарная олигархическая диктатура, поддерживаемая США. После 1933 года в стране усиливается влияние европейского фашизма, 17 июня 1936 года Никарагуа признала правительство Франко законным правительством Испании, а 27 июня 1936 года — вышла из Лиги Наций[1]. В 1956 году диктатор Анастасио Сомоса Гарсиа был убит революционером Ригоберто Лопесом Пересом. С 1957 по 1967 год президентом Никарагуа был его старший сын Луис Сомоса Дебайле, в 1967—1979 (с кратким перерывом) — младший сын Анастасио Сомоса Дебайле. С 1961 борьбу против диктатуры разворачивает Сандинистский фронт национального освобождения (СФНО). В 1978 году, после убийства консервативного политика и журналиста Педро Хоакина Чаморро, массовые протесты перерастают в вооружённое восстание, подавленное Национальной гвардией. СФНО продолжает партизанскую войну против режима.

## Сандинистская революцияигражданская война(1979—1990)

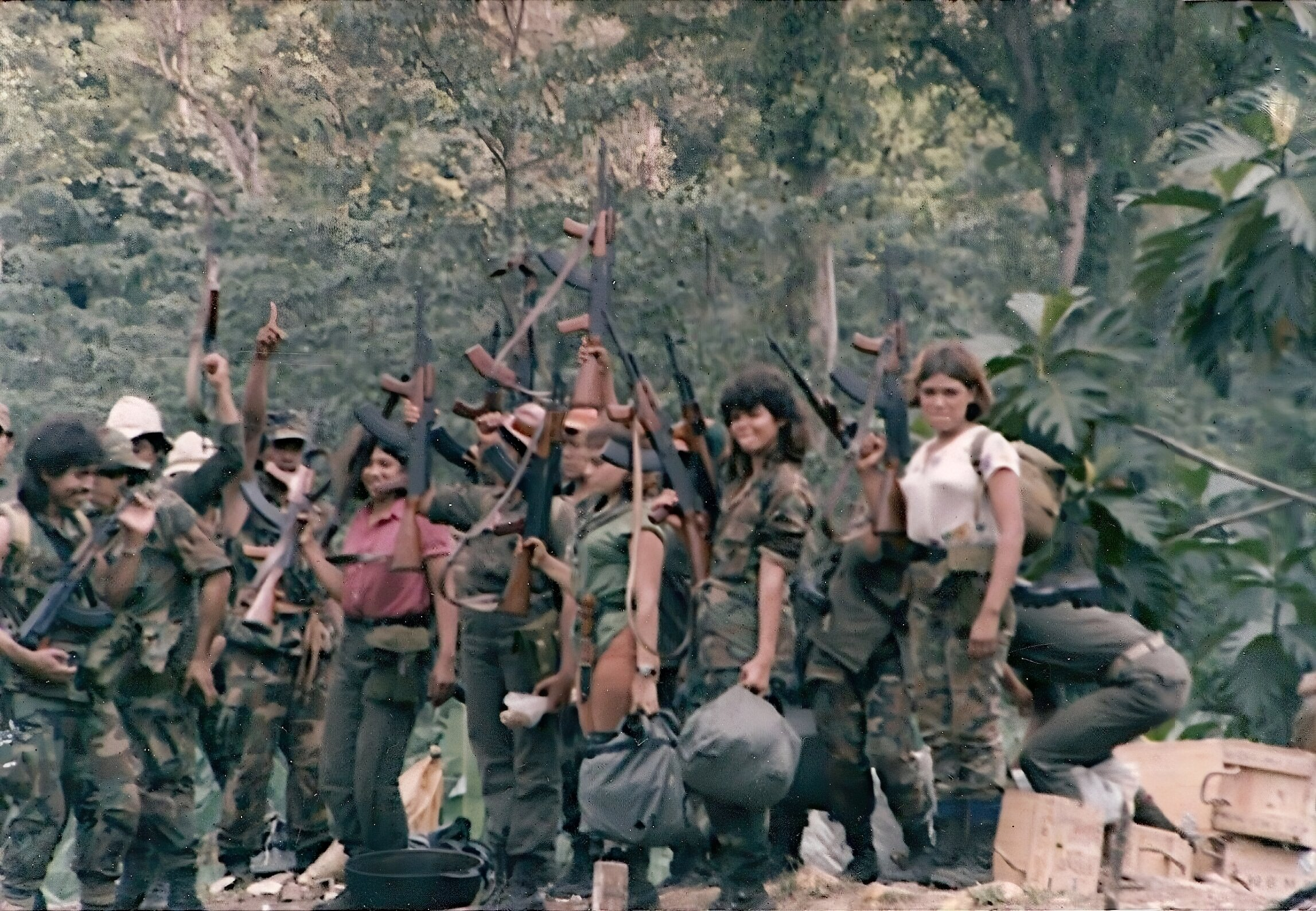
Женщины-контрас, 1987 год

- 1979 — победа Сандинистской революции. 17 июля семейство Сомоса бежит из страны, 18 июля подаёт в отставку преемник Сомосы Франсиско Уркуйо. 19 июля повстанческая армия СФНО вступает в Манагуа. (Анастасио Сомоса Дебайле убит в Парагвае в сентябре 1980). Власть переходит к Правительственной хунте национальной реконструкции, представляющий СФНО и другие оппозиционные силы демократической направленности. Начата кампания по ликвидации неграмотности.
- 1980—1981 — либералы (Виолетта Барриос де Чаморро), социал-демократы (Альфонсо Робело) и демосоциалисты (Эден Пастора) вытеснены из правительства. Убит лидер предпринимательского оппозиционного движения Хорхе Саласар. Устанавливается однопартийное правление СФНО, объявившего себя марксистской организацией. Власть концентрируется в руках руководства СФНО во главе с Даниэлем Ортегой. СФНО начинает перестройку политического режима по образцу Кубы и СССР, спецслужба DGSE разворачивает политические репрессии, в экономике осуществляется национализация промышленности и аграрная коллективизация. Однако политическая оппозиция и частное предпринимательство полностью не уничтожаются, то и другое допускается в ограниченных пределах.
- 1981—1988 — активная фаза гражданской войны между правящим СФНО и движением Контрас. Правительство Ортеги занимает всё более просоветские позиции, контрас пользуются активной поддержкой американской администрацией Рональда Рейгана. Никарагуанский конфликт превращается в важный элемент глобальной Холодной войны.
- 1984 — на выборах, организованных СФНО, Даниэль Ортега избран президентом Никарагуа. Вооружённая оппозиция не признаёт легитимности голосования.
- 1987 — организации контрас — FDN, MDN, Социал-христианская партия, движение индейцев мискито YATAMA — объединяются в коалицию Никарагуанское сопротивление (RN). Формирования FDN и ARDE начинают скоординированное массированное наступление с севера (из Гондураса) и с юга (из Коста-Рики). Военные результаты контрас имеют ограниченный характер, но правительство соглашается на политический диалог.
- 1988
  - 24 марта сандинистское правительство и RN заключают Соглашение Сапоа. Гражданская война прекращается, оппозиция легализуется, назначаются свободные выборы президента и парламента.
  - в ночь с 22 на 23 октября — ураган «Джоан», одно из самых разрушительных бедствий за историю страны. Погибли 360 человек, 178 получили серьёзные повреждения, 110 человек были объявлены пропавшими без вести и 250 000 лишились крова. Снесено 76 мостов, 650 км дорог и 100 км линий электропроводов. Практически полностью уничтожен город и порт Блуфилдс, 70 % рыболовного флота. Общий ущерб — около 750 млн долларов США[2][3]

## Либеральные правительства (1990—2006)
- 1990 — в результате демократических выборов СФНО терпит поражение. К власти приходит Национальный союз оппозиции — во главе с правоцентристским президентом Виолеттой Барриос де Чаморро. СФНО переходит в оппозицию, но сохраняет за собой кадровые позиции в силовых структурах. Новое правительство осуществляет комплекс либеральных реформ в политической и экономической системе.
- 1991 — при невыясненных обстоятельствах убит военный руководитель контрас Энрике Бермудес.
- 1992 — в автомобильной катастрофе погибает начальник штаба RN Исраэль Галеано.
- 1993 — умирает от болезни один из основателей FDN Аристидес Санчес.
- 1996 — новым президентом избирается лидер правой Либерально-конституционной партии (ЛКП) Арнольдо Алеман. ЛКП заключает неформальные договорённости с СФНО, устанавливается режим «двухпартийной диктатуры».
- 2001 — президентом избран представитель ЛКП Энрике Боланьос. (При этом сын свергнутого в 1979 году диктатора Анастасио Сомоса Портокарреро поддерживал кандидатуру лидера СФНО Даниэля Ортеги.)
- 2002 — Арнольдо Алеман арестован по обвинению в коррупции, впоследствии осуждён на 20 лет тюрьмы. Коррупционный скандал резко подрывает престиж либерального правительства.

## Второе правление СФНО
В ноябре 2006 года президентские выборы выиграл кандидат СФНО Даниэль Ортега. До 2018 года Никарагуа была самой быстрорастущей экономикой Центральной Америки: в течение 10 лет среднегодовые темпы роста составляли 5,2 %. Это было связано с притоком иностранных инвестиций в новые сборочные предприятия, льготными займами от Центральноамериканского интеграционного банка, а также поставками дешёвой нефти из Венесуэлы.
Однако Даниэль Ортега использовал свой пост для обогащения своей семьи. Восемь детей президента, которые получили должности его советников, контролируют предприятия, распределяющие нефтепродукты, а также большую часть телевизионных каналов, рекламных и пропагандистских компаний, которые финансируются из государственного бюджета.
С 2018 года в стране начался экономический спад, к 2021 году абсолютная бедность (доходы ниже 3,2 доллара на человека в день), по данным Всемирного банка, достигла 15 % населения.
Конституция Никарагуа исключала переизбрание президента сразу после первого срока и избрание одного человека на пост президента более двух раз. Однако перед президентскими выборами 2011 года Верховный суд Никарагуа решил, что этот конституционный запрет не применим к Даниэлю Ортеге. Ортега был переизбран на второй срок. В 2012 году на похоронах бывшего лидера СФНО Томаса Борхе Ортега поклялся выполнить обещание умершего, что «сандинисты будут находиться у власти всегда». В январе 2014 года парламент изменил конституцию, убрав ограничение на количество сроков. На выборах 2016 года Ортега получил 71,1 % голосов и был в третий раз подряд избран президентом.
С 2018 года в Никарагуа стали обычным делом преследования журналистов и оппозиционных политических активистов.  В апреле — июне 2018 года в стране прошли массовые протесты против объявленной пенсионной реформы и повышения налогов. Пенсионная реформа была отменена, но в столкновениях с силами безопасности погибло 325 человек, сотни были ранены и арестованы. Около 100 тысяч человек покинули страну.
В декабре 2020 года был принят Закон № 1055 «О защите прав народа на независимость, суверенитет и самоопределение во имя мира», поражающий в политических правах  оппозиционеров, которых режим называет «предателями Родины» и «подстрекателями к перевороту» за призывы к введению международных санкций против властей Никарагуа. Были арестованы 28 человек, которых обвиняли в угрозе «суверенитету Никарагуа». Первой из них была арестована Кристиана Чаморро, дочь бывшего президента страны Виолетты Чаморро, у которой, по оценкам экспертов, были самые хорошие шансы победить Ортегу на выборах. Она была помещена под домашний арест по обвинениям в «идеологической лжи» и «отмывании средств» через фонд её матери.
В ноябре 2021 года Даниэль Ортега был переизбран на четвертый пятилетний срок с 75 % голосов, согласно первым частичным официальным результатам, опубликованным Высшим избирательным советом. Страны Запада ещё до подведения итогов голосования подвергли власти Никарагуа и лично Ортегу критике, обвинив их в нарушении демократических стандартов. Президент США Джо Байден назвал выборы в Никарагуа фарсом.

## Денежные знаки 1930-х годов
|                       |                       |                               |
| 1 кордоба 1938, аверс | 1 кордоба 1941, аверс | 1 кордоба 1938 и 1941, реверс |